# Cầu đá Písek

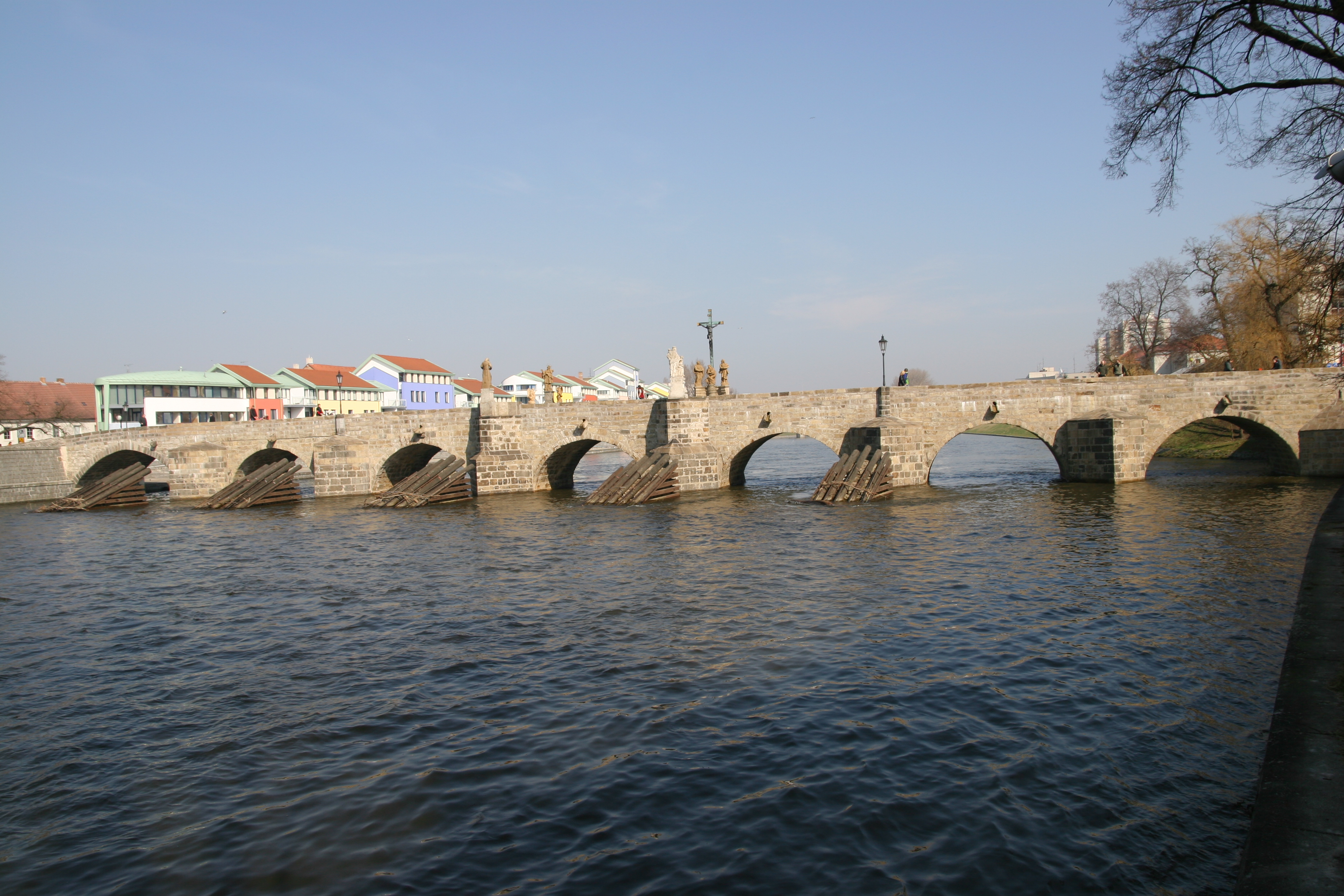
Cầu đá Písek từ năm 2006

Cầu đá Písek (tiếng Séc: Kamenný most v Písku) là một cây cầu mang phong cách Gothic lâu đời nhất ở Séc được bảo tồn đến ngày nay. Dù đã không còn là cây cầu quan trọng nhất tại xứ sở "pha lê" nhưng vào thời xưa, cầu đã từng có tháp cổng và từng là một trong những cây cầu thời Trung Cổ hiếm có bậc nhất tại Trung Âu. Cầu đá nằm về phía nam của thị trấn Písek và có thể được xây dựng từ thế kỷ 13. Năm 1989, cầu đá Písek được liệt kê vào danh sách di tích văn hóa của Séc và chính thức trở thành di sản văn hóa quốc gia vào năm 1998.
Tương truyền rằng, ai đi qua cầu đầu tiên thì sẽ được lấy tên để đặt cho cây cầu mà thời xưa, cầu đá Písek được bao quanh bởi rừng sâu nên sinh vật đầu tiên băng qua cầu là một con hươu. Vì vậy, đôi khi người ta còn gọi cầu đá Písek là cầu Hươu. Tuy nhiên, người dân quanh vùng thì vẫn gọi đây là cầu cổ (starý most).
Cây cầu bắc ngang qua sông Otava, một phụ lưu của sông Vltava. Cầu được xây trên sáu chiếc cột trụ và có bảy vòm cầu nên nhìn hơi giống phiên bản thu nhỏ của cầu Karl. Cây cầu từng là một mắt xích quan trọng trên Đường Vàng, một con đường mòn nối các nước Baltic với Địa Trung Hải và là một tuyến đường huyết mạch nhập khẩu muối từ Bayern về kho muối Písek.

## Kết cấu
Cây cầu có thể được xây dựng vào thế kỷ 13, dưới thời vua Ottokar II của Bohemia. Điều thú vị là cây cầu vốn được xây dựng trên một nền đất khô. Chỉ sau khi hoàn thành xong, do một nhánh sông chuyển hướng nên mới chảy qua dưới cây cầu.
Cầu dài 109.75 mét, rộng 6.25 mét, trong đó lòng cầu (lối đi) rộng 4.5 mét. Cây cầu được xây trên sáu cột trụ đứng và có bảy vòm cầu. Trong đó, vòm thứ bảy có nhịp cầu dài gấp đôi sáu vòm còn lại và được xây bổ sung vào năm 1768 để tạo lối đi cho thuyền bè. Trên cầu có hai tháp canh nằm ở hai bên. Tiếc thay, hiện giờ cả hai tháp canh đã không còn nữa. Tòa tháp đầu tiên đã sập trong trận lụt năm 1768 và tòa thứ hai đã phải phá đi để phục vụ cho nhu cầu vận chuyển ngày càng tăng vào năm 1825. Tàn tích của hai tháp canh được vớt lên từ đáy sông giờ đây đang được trưng bày ở bờ sông bên trái gần cây cầu.

## Tác phẩm điêu khắc
Ban đầu, cây cầu không có các tác phẩm điêu khắc trang trí. Tuy nhiên, hiện nay dọc cây cầu đã có thêm những bản sao của những bức tượng mang phong cách Baroque còn bản gốc bằng đá sa thạch của những tượng này được trưng bày tại bảo tàng Prácheň. Những bức tượng này được xếp vào bốn nhóm khác nhau:
- Thập tự giá nơi Chúa bị đóng đinh (Calvary) có từ thế kỷ 18 và được tạc trong xưởng Jan Hammer. Các bức tượng Đức Mẹ, Maria Mađalêna và Thánh Gioan Tông đồ được xếp xung quanh cây Thánh giá cao 6 mét với tượng Chúa Giêsu ở trên. Các tượng bản sao này có từ năm 1997.
- John của Nepomuk với hai thiên thần – nguyên tác của các tượng này đến một tác giả vô danh.
- Nguyên tác của tượng Thánh Anna có từ năm 1770.
- Tượng Thánh Antôn thành Padova có niên đại từ năm 1770.

### Các bức tượng

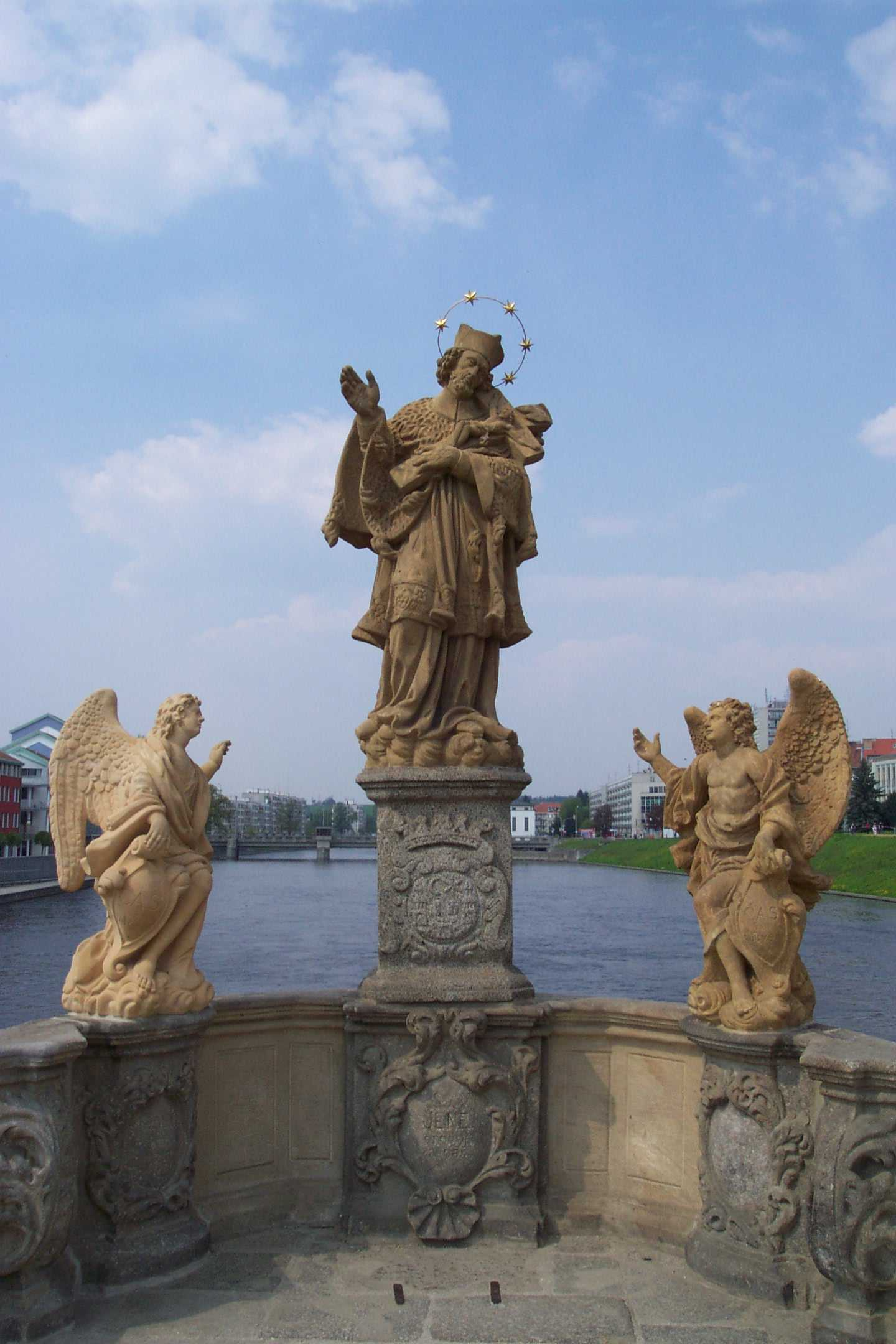
John của Nepomuk với huy hiệu Pisek
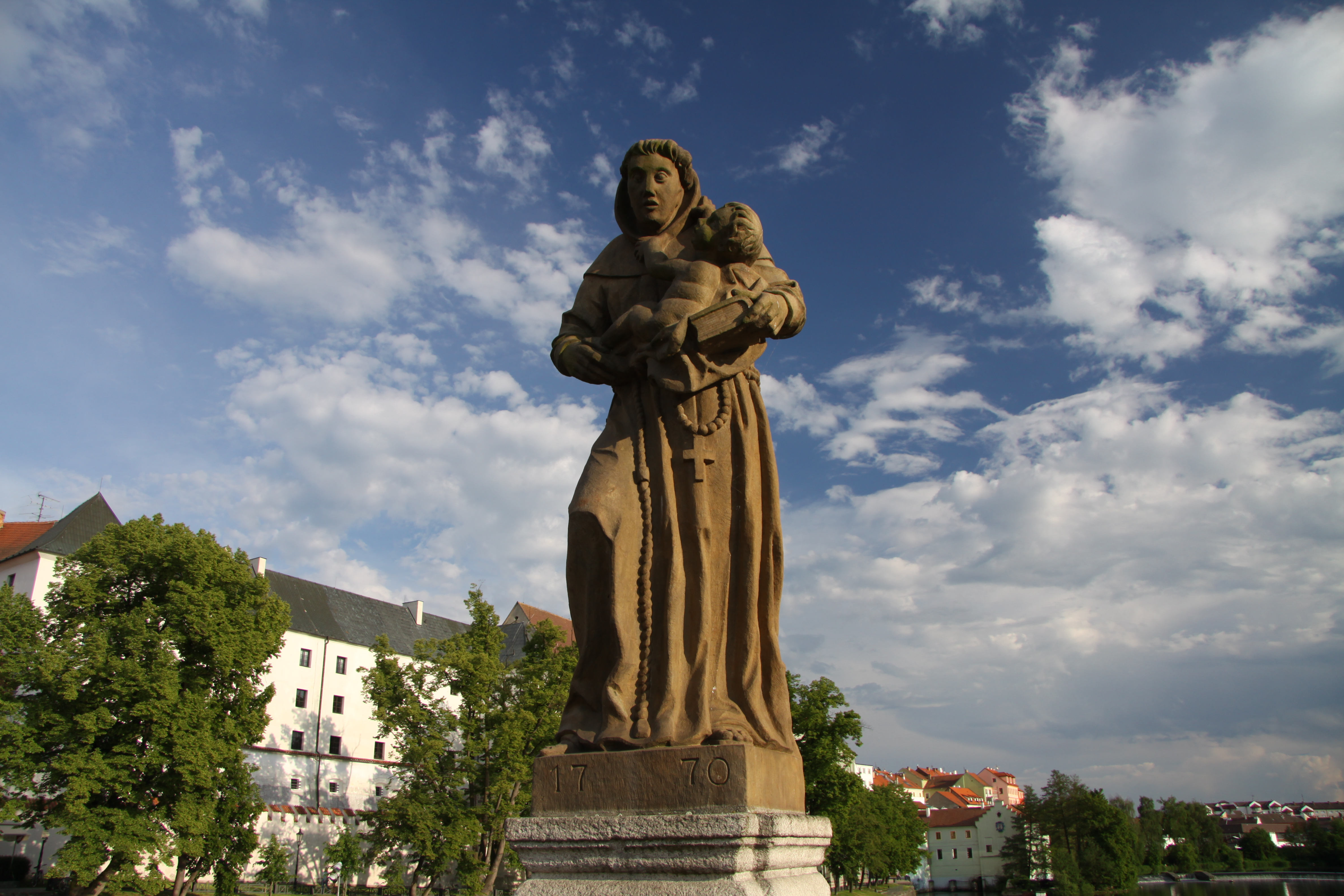
Thánh Antôn thành Padova (1770)
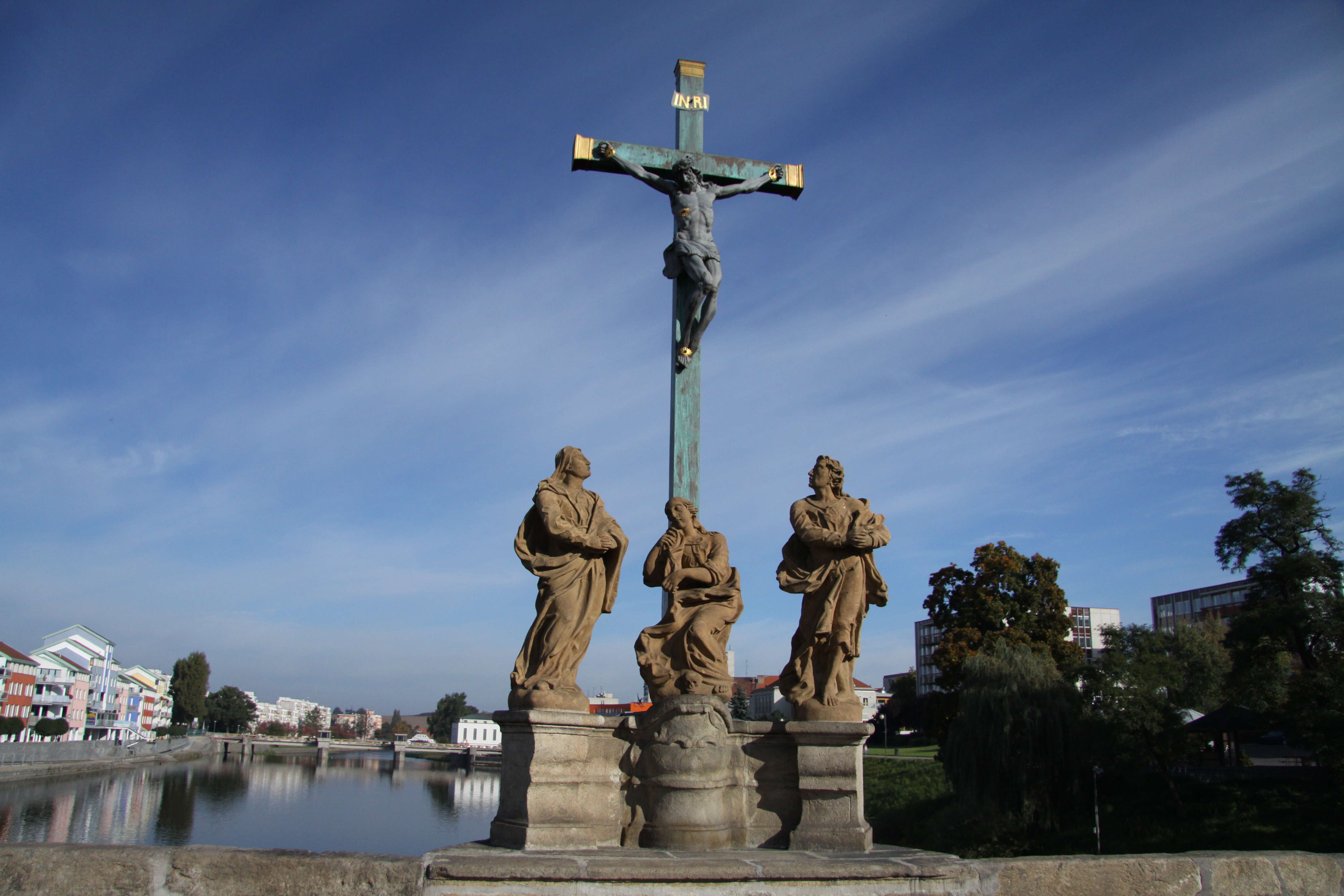
Thập tự giá nơi Chúa Giêsu bị đóng đinh
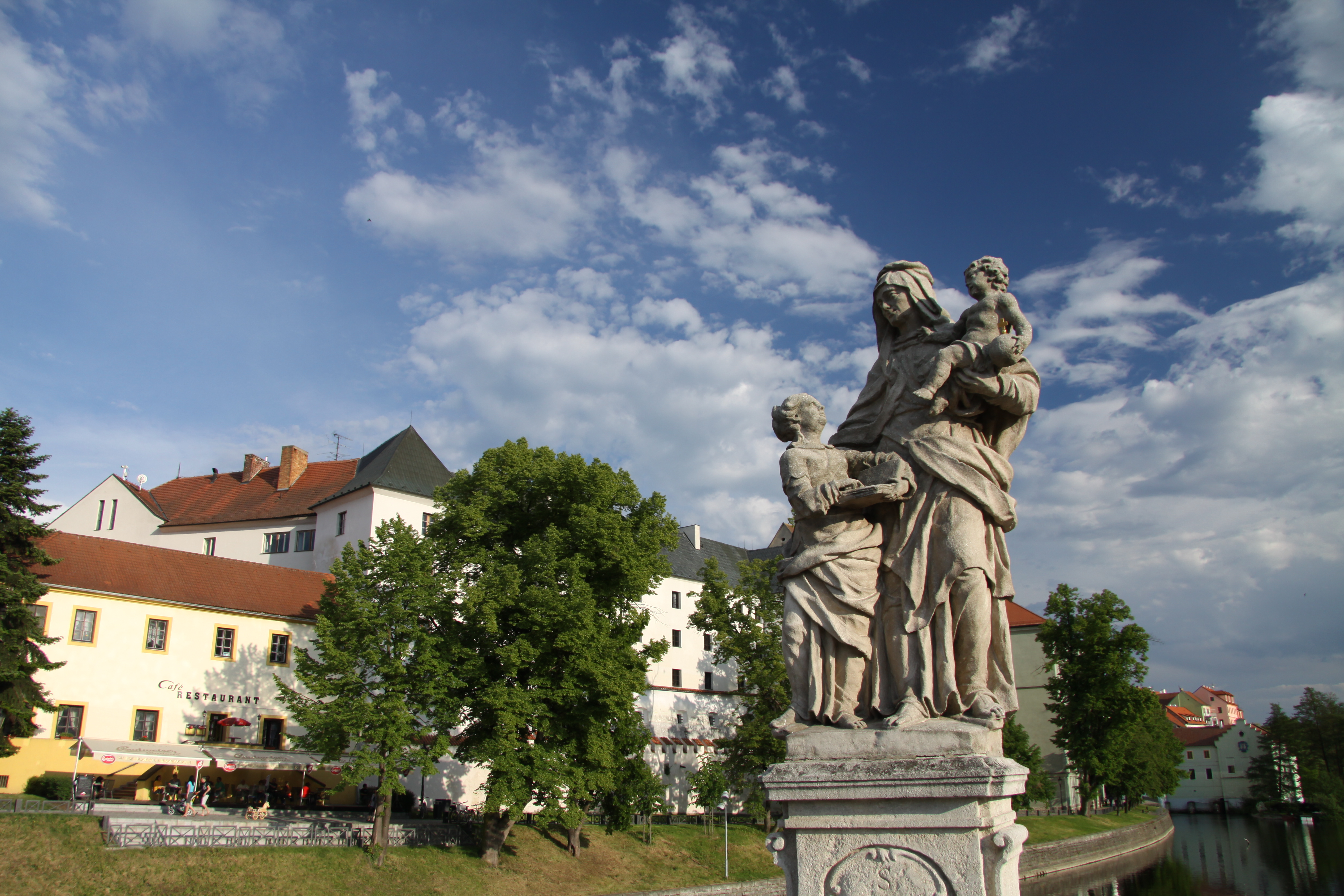
Thánh Anna (1770)

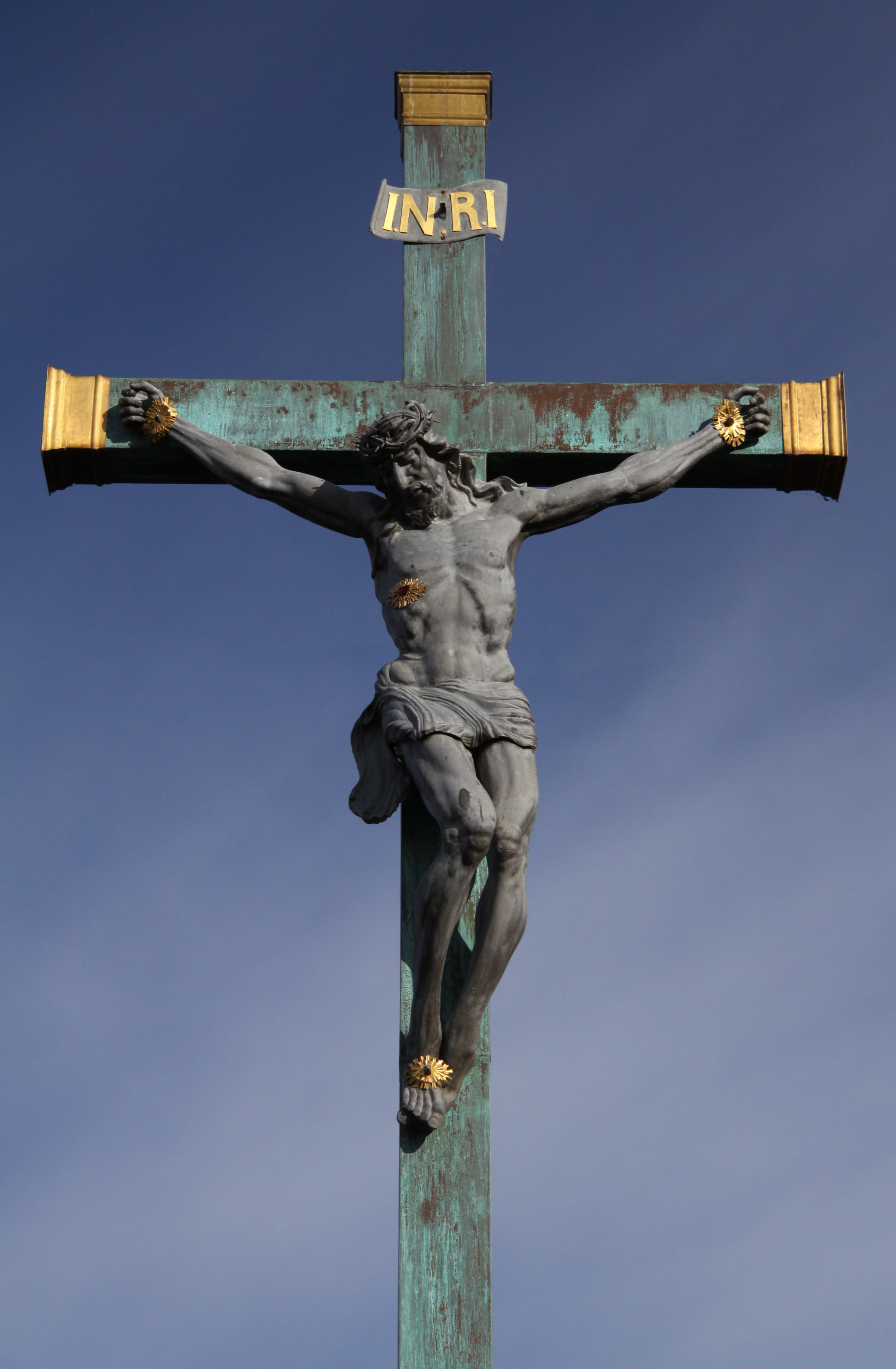
Chúa Giêsu trên Thập tự giá
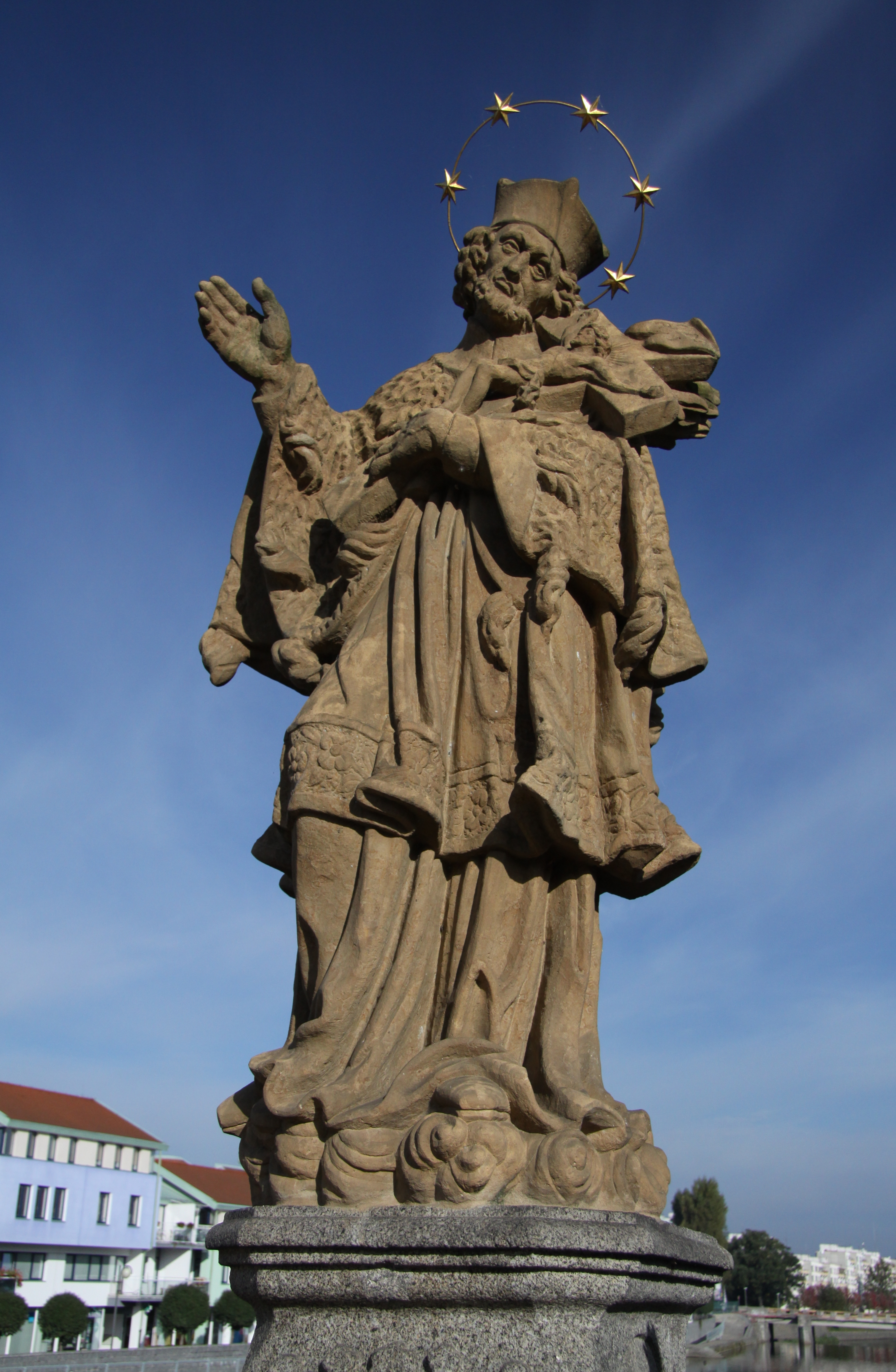
John của Nepomuk
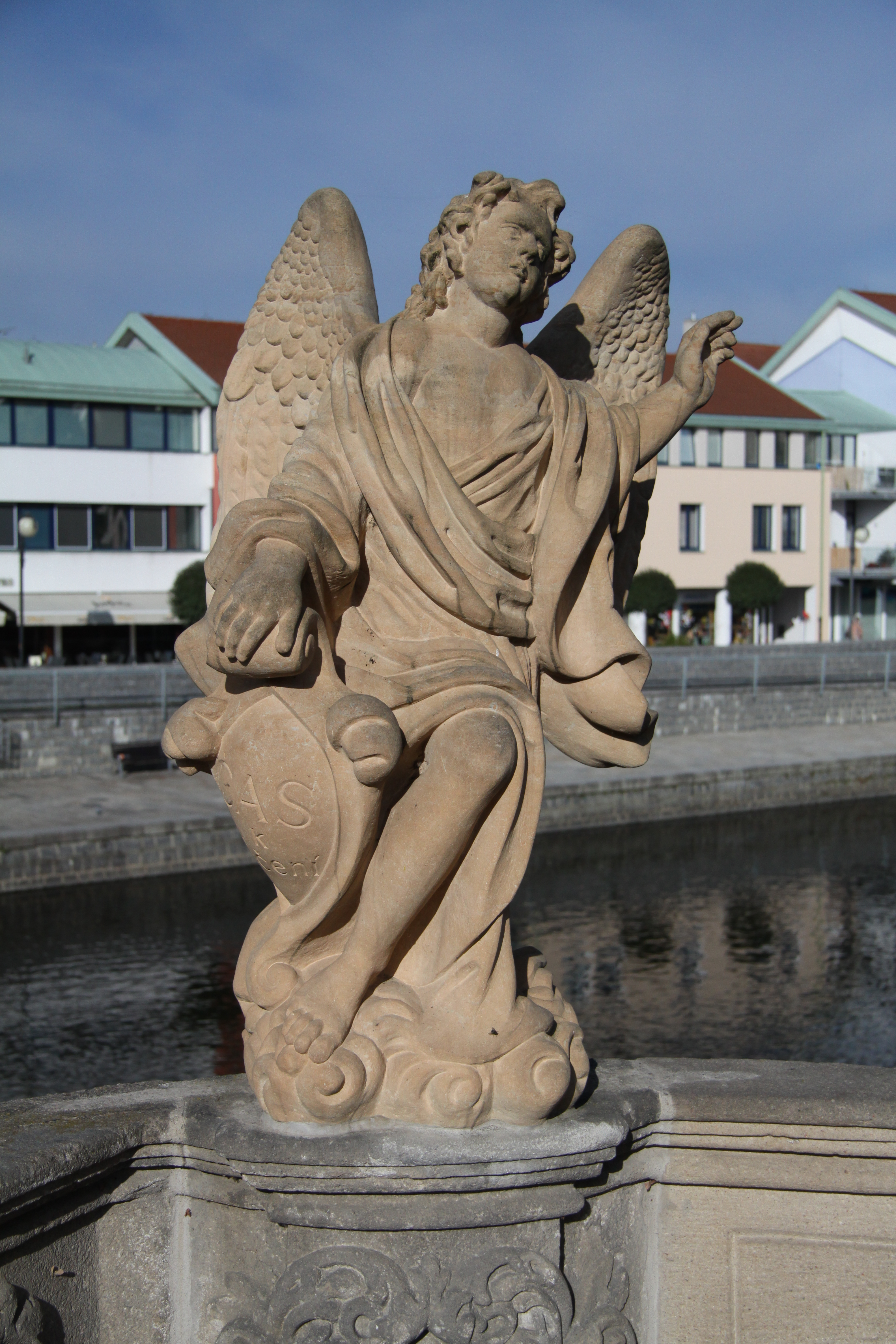
Tượng thiên thần
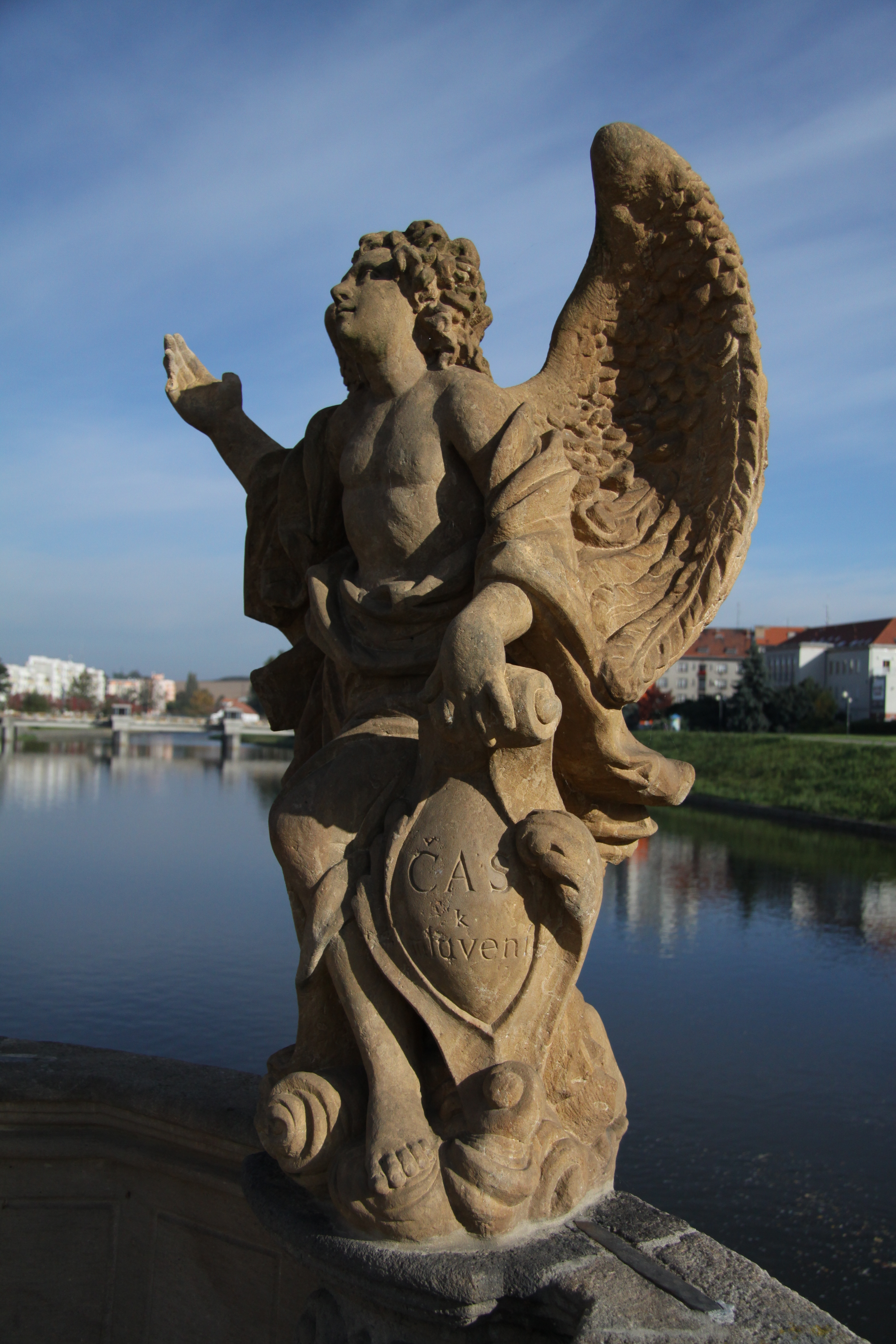
Tượng thiên thần